# Anagrapha falcifera
Anagrapha falcifera är en fjärilsart som beskrevs av Kirby 1837. Anagrapha falcifera ingår i släktet Anagrapha och familjen nattflyn. Inga underarter finns listade i Catalogue of Life.

## Bildgalleri

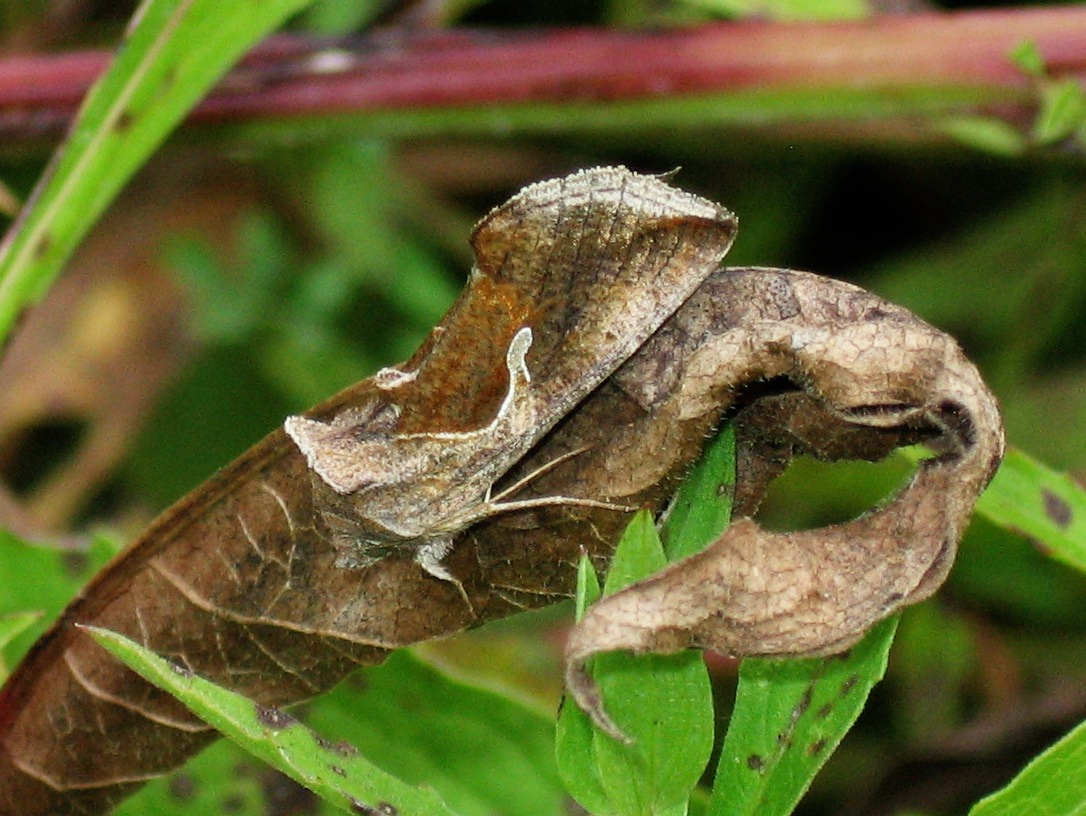